# Чехословачки вучјак
 Чехословачки вучјак  (чеш. Československý vlčák, слч. Československý vlčiak) је раса пса која је настала у Чехословачкој током експерименталних мешања раса 1955. године. После првобитних мешања немачког овчара и вука, план је био да се створи пас са темпераментом, менталитетом и способношћу тренинга немачког овчара и снагу, физичку грађу и издржљивост вука.
План је био да се користи у војним специјалним јединицама, али је касније одлучено да се могу користити и за лов, претраживачке и спасилачке операције, пастирске послове и слично.
Животни век им је од 12 до 15 година и величина легла је од 3 до 6 кучића.

## Историја
Године 1955. ЧССР почео је експерименталних мешања раса, првенствено немачког овчара и вука. Експеримент је утврдио да потомство парења мушког пса на женком вука, као и мушког вука са кујом пса, може се одгајати. Већина младунаца је имала генетски материјал за наставак експеримента. Експеримент је окончан 1965. године. Успели су да повежу корисне карактеристике вука и пса.
Неке од мана су да имају једно легло годишње и уместо лајања, они завијају.

## Карактеристике

### Општи изглед
Изглед тела, кретање, текстура крзна и боји капута и маске подсећа на вука.

### Понашање
Живахан, веома активан, способан за издржљивост, послушан са брзим реакцијама. Неустрашив и храбар. Сумњив је. Показује огромну лојалност према свом господару.
Отпоран на временске услове. Свестран у употреби.

## Извор
- FCI стандард Чехословачког вучјака